# Oxydia hispata
Oxydia hispata är en fjärilsart som beskrevs av Achille Guenée 1858. Oxydia hispata ingår i släktet Oxydia och familjen mätare. Inga underarter finns listade i Catalogue of Life.